# Siwawo
Siwawo is een bestuurslaag in het regentschap Nias Utara van de provincie Noord-Sumatra, Indonesië. Siwawo telt 929 inwoners (volkstelling 2010).